# George Naylor
George Naylor (21 octobre 1670 - 29 janvier 1730) est un avocat et homme politique anglais qui siège à la Chambre des communes entre 1706 et 1722.

## Biographie
Il est le fils aîné de Francis Naylor de Staple Inn et de sa femme Bethia Beadnall, fille de George Beadnall de Newcastle upon Tyne. Son père est un avocat de la chancellerie. Il s'est inscrit au St. John's College d'Oxford le 5 juin 1684 et est entré au Lincoln's Inn en 1685 . En 1694, il est appelé à la barre. Il épouse Grace Pelham, fille de Thomas Pelham (1er baron Pelham) le 4 juillet 1704. Il achète le domaine du Château de Herstmonceux en 1708 .

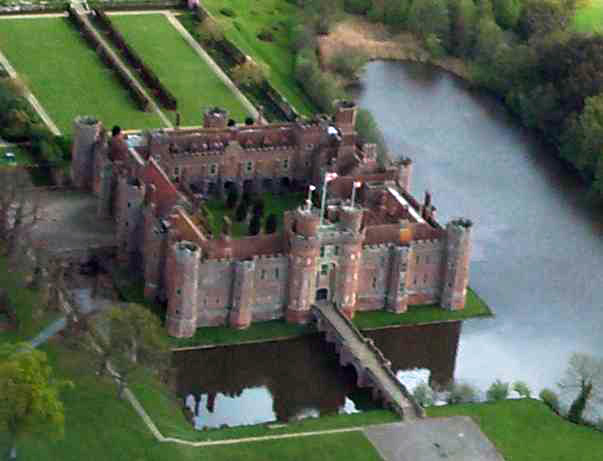
Le Château d'Herstmonceux

Il est élu sans opposition en tant que député de Seaford dans les domaines de son beau-père, Lord Pelham, lors d'une élection partielle le 12 décembre 1706. Il est réélu sans opposition aux Élections générales britanniques de 1708 mais est battu aux Élections générales britanniques de 1710. Cependant, il est réélu sans opposition en tant que député de Seaford en 1713 et 1715 mais n'a pas été soutenu par les Pelham lors des Élections générales britanniques de 1722 ,.
Il est décédé le 29 janvier 1730. Sa femme est morte en 1710 et leur fille mourut sans descendance. Il a laissé son domaine de Hurstmonceaux à un neveu Francis Hare (en), qui a adopté le nom de famille Naylor .